# Nam Môn (họ)
Nam Môn (giản thể: 南门, phồn thể: 南門) là một họ kép của người Trung Quốc. Hiện tại đã vô cùng hiếm thấy.

## Khởi nguyên
Theo "Tính thị khảo lược", họ Nam Môn khởi nguyên là những người sống gần cửa nam, hoặc là con cháu của viên quan trông coi cửa nam.

## Danh nhân
- Nam Môn Nhuyễn, nhân vật trong "Dục tử".